# Arua
Arua – miasto w północno-zachodniej Ugandzie. Stolica dystryktu Arua. Arua liczy 59.400 mieszkańców. Jest ważnym lokalnym centrum handlowym, miejscem schronienia i ośrodkiem pomocy dla dużej liczby uchodźców z Sudanu Południowego i Demokratycznej Republiki Konga.
Stolica diecezji Arua.